# Casalbore
Casalbore is een gemeente in de Italiaanse provincie Avellino (regio Campanië) en telt 2051 inwoners (31-12-2004). De oppervlakte bedraagt 28,0 km², de bevolkingsdichtheid is 77 inwoners per km².
De volgende frazioni maken deel uit van de gemeente: Schiavonesca, Pagliarone, Mainardi, Frascino, Sant'Elia, Todino, Cupa, Cupazzo, San Ferro.

## Demografie
Casalbore telt ongeveer 807 huishoudens. Het aantal inwoners daalde in de periode 1991-2001 met 7,5% volgens cijfers uit de tienjaarlijkse volkstellingen van ISTAT.
| Jaar | Inwoneraantal |
| ---- | ------------- |
| 1991 | 2254          |
| 2001 | 2086          |

## Geografie
De gemeente ligt op ongeveer 601 meter boven zeeniveau.
Casalbore grenst aan de volgende gemeenten: Buonalbergo (BN), Ginestra degli Schiavoni (BN), Montecalvo Irpino, San Giorgio La Molara (BN).